# Campeonato Mundial Juvenil de Ciclismo en Ruta de 2012
El Campeonato Mundial Juvenil de Ciclismo en Ruta de 2012 se realizó en Valkenburg –provincia de Limburgo– (Países Bajos) entre el 15 y el 23 de septiembre de 2012, bajo la organización de la Unión Ciclista Internacional (UCI) y la Real Unión Ciclista de los Países Bajos. 

## Resultados

### Masculino
- Contrarreloj individual

| Puesto | Ciclista              | País      | Tiempo   |
| ------ | --------------------- | --------- | -------- |
| Oro    | Oskar Svendsen        | Noruega   | 35:34,75 |
| Plata  | Matej Mohorič         | Eslovenia | 35:41,79 |
| Bronce | Maximilian Schachmann | Alemania  | 35:46,58 |

- Ruta

| Puesto | Ciclista      | País      | Tiempo  |
| ------ | ------------- | --------- | ------- |
| Oro    | Matej Mohorič | Eslovenia | 3:00:45 |
| Plata  | Caleb Ewan    | Australia | m.t.    |
| Bronce | Josip Romac   | Croacia   | m.t.    |

### Femenino
- Contrarreloj individual

| Puesto | Ciclista             | País         | Tiempo   |
| ------ | -------------------- | ------------ | -------- |
| Oro    | Elinor Barker        | Reino Unido  | 22:26,29 |
| Plata  | Cecile Uttrup Ludwig | Dinamarca    | 23:02,16 |
| Bronce | Demi De Jong         | Países Bajos | 23:29,42 |

- Ruta

| Puesto | Ciclista                 | País        | Tiempo   |
| ------ | ------------------------ | ----------- | -------- |
| Oro    | Lucy Garner              | Reino Unido | 02:11:26 |
| Plata  | Eline Gleditsch Brustad  | Noruega     | m.t.     |
| Bronce | Anna Zita Maria Stricker | Italia      | m.t.     |